# HMS L55
L'HMS L.55 è stato un sommergibile della Classe L della Royal Navy, costruito durante il corso della prima guerra mondiale. Affondato su una mina nel golfo di Kopor'e il 9 luglio 1919, fu successivamente recuperato dai sovietici nel 1928, e immesso in servizio nel 1931 con il nome di Л-55 Bezbozhnik, prestò un limitato servizio nel corso della seconda guerra mondiale

## Storia
Il sommergibile L.55, appartenente alla Classe L, venne costruito presso il cantiere navale Fairfield Shipbuilding and Engineering Company di Govan. L'unità venne varata il 21 settembre 1917 ed entrò in servizio il 19 dicembre 1918.
Durante la guerra civile in Russia fu trasferito nel Mar Baltico, basato a Tallin, in Estonia, a supporto dell'indipendenza degli Stati Baltici nel corso della Campagna britannica nel mar Baltico. Il 9 giugno 1919 nel golfo di Kopor'e lo L.55, al comando del tenente comandante Charles Chapman, attaccò in superficie con due siluri due cacciatorpediniere della Flotta Rossa degli operai e dei contadini appartenenti alla classe Orfej, il Gavriil e lo Azard.
Dopo aver manovrato con successo i cacciatorpediniere evitarono i siluri, dopo la salva, mentre lo L.55 non riuscì ad immergersi in profondità e parte della torretta rimase fuori dall'acqua. Lo Azard aprì il fuoco centrando il sommergibile, e poi una grande colonna di fuoco e fumo si sollevò sopra il sottomarino, mentre dei detriti furono visti volare i aria. Il sommergibile, mentre cercava di sfuggire all'attacco dello Azard scarrocciò a causa della forte corrente marina, colpendo in pieno una mina appartenente ad un campo minato britannico che esplose all'altezza della plancia. L'intero equipaggio rimase ucciso. Il Comando del raggruppamento britannico nel Mar Baltico cercò per diversi giorni cercò di contattare il sommergibile e di ritirarlo dalle operazioni in una zona considerata pericolosa. L'affondamento dello L.55 fu poi annunciata ufficialmente dall'Ammiragliato britannico.
Nell'autunno del 1926, mentre pescavano a strascico nel golfo di Kopor' i dragamine sovietici Клюз e Защитник riportarono accidentalmente a bordo un dispositivo di puntamento di un cannone da 4 pollici, che, come fu poi stabilito, appartenente al sottomarino L.55. Nei due anni successivi il sottomarino, che si trovava d una profondità di 62 m, fu esaminato dai subacquei sovietici il 21 novembre 1927 e il 27 aprile 1928 fu presa la decisione di riportarlo a galla.
L'operazione di recupero del battello durò dal 10 giugno al 14 agosto 1928 ad opera della nave recupero Kommuna e si concluse con pieno successo All'interno del relitto dello L.55, rimorchiato alla base di Kronstadt e lì attraccato, vennero recuperati i corpi di 38 sommergibilisti britannici.
Il 30 agosto le bare contenenti i membri dell'equipaggio e tre ceste con effetti personali furono inviate nel Regno Unito sulla nave da trasporto norvegese Truro, venendo poi trasferite a bordo dell'incrociatore leggero britannico Champion. Alla firma dell'atto di trasferimento parteciparono i consoli del Giappone e della Norvegia. L'equipaggio fu sepolto in una fossa comune presso l'Haslar Royal Naval Cemetery di Portsmouth il 7 settembre 1928.
Tra il 1928 ed il 1931 il sommergibile fu riparato, al costo di 1.000.000 di rubli, presso il cantiere navale del Baltico a Leningrado, ed allo stesso tempo venne attentamente studiato dagli specialisti sovietici, ed ebbe una grande influenza sui progetti dei sottomarini classi Leninets e Shchuka.
Entro il 27 luglio 1931 vennero completati i lavori di riparazione, e l'unità, rinominata Л-55 Bezbozhnik, entrò in servizio nella flotta del Baltico il 7 agosto successivo al comando del capitano Vladimir Semenovič Vorobyov. In quello stesso anno era stata visitata attentamente dal Commissario del popolo dell'Unione Sovietica Kliment Efremovič Vorošilov.
Nel 1934 vennero sostituiti i motori diesel Vickers con i nazionali 42BM6, e la nave fu impiegata per l'addestramento degli equipaggi. Dal 10 gennaio 1940 lo Л-55 fu impiegato come nave esperienze, venendo ritirato definitivamente dalle operazioni l'8 agosto 1942. A partire dall'11 maggio 1943 fu trasformato in una stazione galleggiante di ricarica per le batterie, venendo radiato dal servizio l'8 aprile 1947. Il 25 settembre 1950 la nave fu consegnata per la demolizione, che avvenne nel 1960.

### Fonti
1. 1 2 3  Colledge, Warlow 2006, p. 191.
2. 1 2 3 4 5 6 7 8 9 10 11 12 13  Ural.
3. 1 2 3 4 5 6 7 8  Submarine.
4. ↑  Kettle 1992, p. 469.